# Acacia falcata
Acacia falcata é uma espécie de leguminosa do gênero Acacia, pertencente à família Fabaceae.